# Jadwiga Błoch
Jadwiga Błoch (ur. 28 marca 1957 w Lubaniu) – polska polityk, samorządowiec, nauczyciel, posłanka na Sejm II kadencji.

## Życiorys
W 1980 ukończyła studia na Wydziale Matematyczno-Fizycznym Wyższej Szkoły Pedagogicznej w Zielonej Górze. W latach 80. pracowała jako nauczyciel w szkole podstawowej. Sprawowała mandat posła II kadencji, wybranego z listy Sojuszu Lewicy Demokratycznej w okręgu zielonogórskim. Przez kilka kadencji do 2006 pełniła funkcję radnej Zielonej Góry.
Zatrudniona później w urzędzie marszałkowskim województwa lubuskiego, do 2007 zajmowała stanowiska kierownicze. Należy do SLD.
W 1997 otrzymała Srebrny Krzyż Zasługi.